# Glogovica (rijeka)
Glogovica je hrvatska rijeka u Brodsko-posavskoj županiji, lijeva pritoka Save. Izvire na Dilju, kod Donjeg Slatinika. Duga je 17 km. Protječe kroz Slavonski Brod. Naselje Glogovica dobilo je ime po rijeci.
Rijeka Glogovica prolazi kroz sljedeća naselja: Donji Slatinik, Glogovica, Podcrkavlje, Grabarje, Rastušje, Tomica, Podvinje i Slavonski Brod.